# 1832 год в литературе

## События
- Опубликован второй том сборника повестей Николая Гоголя «Вечера на хуторе близ Диканьки».

## Книги
- «Английские песни» (англ. «English Songs») — сборник стихов Барри Корнуолла.
- «Езерский» — поэма Александра Пушкина.
- «Заколдованное место» — повесть Николая Гоголя.
- «Метценгерштейн» — рассказ Эдгара По.
- «Отец Горио» — роман Оноре де Бальзака (опубликован в 1834).
- «Погребение Роджера Мэлвина» — новелла Натаниела Готорна.
- «Русалка» — пьеса Александра Пушкина.
- «Русские повести и рассказы» — собрание сочинений Александра Бестужева (Марлинского), опубликованное без указания автора.
- «Сорочинская ярмарка» — повесть Николая Гоголя.
- «Фауст» — трагедия И. В. Гёте (закончена в 1831-м, опубликована после смерти писателя).
- «Король забавляется» — драма Виктора Гюго.
- «Дзяды» — поэма польского писателя Адама Мицкевича.

### Литературоведение
- «Дмитрий Калинин» — статья В. Г. Белинского.
- «Несколько слов о Пушкине» — статья Н. В. Гоголя (опубликована в 1835 году в сборнике «Арабески»).

## Родились
- 27 января — Льюис Кэрролл, английский писатель, математик и философ (умер в 1898).
- 1 февраля — Григорий Александрович Кушелев-Безбородко, граф, русский литератор, издатель, меценат (умер в 1870).
- 12/13 марта — Олимпия Одуар (урождённая Фелисите-Олимп де Жуваль), французская феминистка, суфражистка и писательница— публицист (умерла в 1890)[1]
- 24 марта — Роберт Гамерлинг, австрийский поэт и драматург (умер в 1889).
- 13 апреля — Хуан Монтальво, эквадорский писатель (умер в 1889).
- 8 июня — Александр Николаевич Аксаков, русский публицист, переводчик, издатель (умер в 1903).
- 11 июня — Жюль Валлес, французский писатель и политический деятель (умер в 1885).
- 16 августа — Срапион Экимян, армянский драматург (умер в 1892).
- 12 октября — Генрих Фридрих Адольф Бригер[англ.], саксонско-тюрингский поэт (умер в 1912)[2].
- 9 ноября — Эмиль Габорио, французский писатель (умер в 1873).
- 8 декабря — Бьёрнстьерне Бьёрнсон, норвежский поэт, лауреат Нобелевской премии по литературе 1903 года (умер в 1910).
- Валерия Моржковская, польская писательница, поэтесса, публицист (умерла в 1903).

## Скончались
- 9 января — Матье-Матюрен Табаро, французский прозаик (родился в 1744).
- 22 марта — Иоганн Вольфганг фон Гёте, немецкий писатель (родился в 1749).
- 2 мая — Пьер-Ив Барре , французский драматург, поэт-песенник (родился в 1749).
- Франческо Сальфи, итальянский поэт, прозаик, либреттист (род.1759).